# 1049
1049 (MXLIX) fue un año común comenzado en domingo del calendario juliano.

## Acontecimientos
- 14 de enero: Teodorico IV de Holanda es asesinado en una emboscada cerca de Dordrecht.[1]
- 2 de febrero: Bruno de Eguisheim-Dagsbourg, nombrado por el emperador Enrique III el Negro en la Dieta de Worms el 10 de diciembre de 1048, es proclamado Papa ante el pueblo de Roma, convirtiéndose en el 152.º papa de la Iglesia católica, con el nombre de León IX.[2]
- 12 de febrero: León IX es entronizado (el pontificado termina en 1054).[2]
- 22 de febrero: Hugues de Semur se convierte en abad y general de la orden de Cluny.[3]
- Abril: León IX convoca un concilio disciplinario en Roma, que depone a los obispos italianos condenados por simonía.[4]
- 1 de mayo: consagración del altar mayor de la catedral de Santa María del castillo de Niza.[5]
- 3 de octubre: apertura del concilio disciplinario de Reims, presidido por el papa León IX. Depone a los prelados simoníacos.[6] El concilio se opuso al matrimonio de Guillermo el Bastardo con Matilde de Flandes.[7]
- 1 de noviembre: dedicación de la iglesia de la abadía de Saint-Hilaire-le-Grand en Poitiers, en presencia de trece arzobispos y obispos, la condesa Inés de Borgoña y su hijo Guillermo VII Aigret, conde de Poitiers y duque de Aquitania.[8]
- 10 de noviembre: consagración de la iglesia abacial de San Pedro y San Pablo en Ottmarsheim, Alsacia, por el papa León IX.[9]

- Roger, obispo de Châlons, y al año siguiente Gauthier, obispo de Meaux y Wascelin de Chauny, dirigen embajadas a Kiev para negociar el matrimonio de Ana, hija de Yaroslav el Sabio, con Enrique I, rey de los francos.[10]
- Consagración del cementerio de la abadía de Bouzonville.[11]
- Odo de Bayeux es nombrado obispo de Bayeux.
- Inicio de las invasiones Banu Hilal en el Magreb.
- Una tregua es declarada entre el imperio bizantino y la dinastía selyúcida.
- Se construye la Pagoda de Hierro en Kaifeng, China.
- La república de Pisa completa la conquista de Cerdeña.[12]
- Asaltantes vikingos irlandeses aliados con Gruffydd ap Rhydderch de Gwent realizan asaltos sobre el río Usk. Aldred, arzobispo de Worcester, es incapaz de expulsarlos.

## Nacimientos
- Qin Guan, poeta y escritor chino de la dinastía Song.
- Rey Seonjong de Goryeo.
- Li Gonglin, pintor, oficial y arqueólogo chino de la dinastía Song.

## Fallecimientos
- Kōkei, monje budista japonés.
- Conde Eustaquio I de Boulogne.